# Die Reblaus
Die Reblaus ist ein Wienerlied, das von Ernst Marischka (Text) und Karl Föderl (Musik) 1940 für den Film Sieben Jahre Pech geschrieben wurde. Dort singt es Hans Moser schwermütig-vernuschelt in der Rolle des kauzigen Tierarztes Dr. Teisinger, der im Lokal darüber spekuliert, dass seine Liebe zum Wein davon herrühren könne, dass er „im früheren Leben eine Reblaus“ gewesen sei und „in einem Weingarten bei Wien gehaust“ habe. In der Folgezeit bot es Moser regelmäßig dar, so etwa in der Neuverfilmung von Der Kongress tanzt von 1955 als Schoberl, aber auch in zahlreichen Schallplatteneinspielungen. Coverversionen der „Reblaus“ stammen u. a. von Rudi Rischbeck, Franz Schier, Walter Simlinger (alle 1941), Peter Alexander (1970), Wolfgang Ambros (2005) oder Max Müller (2017).